# Alois Kälin
Alois Kälin   (Einsiedeln, 13 d'abril de 1939) és un esquiador de fons suís, ja retirat, que va competir durant les dècades de 1960 i 1970.
Durant la seva carrera esportiva va prendre part en tres edicions dels Jocs Olímpics d'Hivern, el 1964, 1968 i 1972. El 1968, a Grenoble, guanyà la medalla de plata en la Combinada nòrdica. En aquests Jocs fou l'encarregat de dur la bandera suïssa durant les cerimònies d'inauguració i clausura. Quatre anys més tard, als Jocs de Sapporo guanyà una medalla de bronze en la prova del relleu 4x10 quilòmetres del programa d'esquí de fons. Formà equip amb Alfred Kälin, Albert Giger i Eduard Hauser.
En el seu palmarès també destaca una medalla de bronze en la combinada nòrdica al Campionat del món d'esquí nòrdic de 1966. Una vegada retirat es dedicà al món dels negocis.